# Stiebitz
Stiebitz (hornolužickosrbsky  Sćijecy) je místní část velkého okresního města Budyšín v Horní Lužici v německé spolkové zemi Sasko. Nachází se v zemském okrese Budyšín a má 587 obyvatel.

## Geografie
Místní číst Stiebitz je tvořena stejnojmennou vsí a na ni bezprostředně navazující vesnicí Rattwitz. Leží západně až jihozápadně od centra města Budyšín. Nejvyšším bodem vsi je Windmühlenberg (248 m). Jižním okrajem katastrálního území protéká Spréva. Okolí zástavby je převážně zemědělsky využívané. Skrze vesnici prochází Svatojakubská cesta a také železniční trať Drážďany–Görlitz a zrušená trať Budyšín–Hoyerswerda.

## Historie
První písemná zmínka pochází z roku 1242, kdy je uváděn jistý Martinus de Stewicz. Roku 1936 se k Stiebitz připojila do té doby samostatná obec Rattwitz. Od roku 1994 je Stiebitz součástí Budyšína.

## Obyvatelstvo
Vesnice náleží k lužickosrbské oblasti osídlení.